# Мічештій-де-Кимпіє (комуна)
Мічештій-де-Кимпіє (рум. Miceștii de Câmpie) — комуна у повіті Бистриця-Несеуд в Румунії. До складу комуни входять такі села (дані про населення за 2002 рік):
- Вісуя (489 осіб)
- Мічештій-де-Кимпіє (349 осіб) — адміністративний центр комуни
- Финтиніца (443 особи)

Комуна розташована на відстані 303 км на північний захід від Бухареста, 33 км на південний захід від Бистриці, 54 км на схід від Клуж-Напоки.

## Населення
За даними перепису населення 2002 року у комуні проживала 1281 особа.
Національний склад населення комуни:
| Національність | Кількість осіб | Відсоток |
| -------------- | -------------- | -------- |
| румуни         | 969            | 75,6%    |
| угорці         | 303            | 23,7%    |
| цигани         | 9              | 0,7%     |

Рідною мовою назвали:
| Мова      | Кількість осіб | Відсоток |
| --------- | -------------- | -------- |
| румунська | 981            | 76,6%    |
| угорська  | 300            | 23,4%    |

Склад населення комуни за віросповіданням:
| Релігія                                       | Кількість осіб | Відсоток |
| --------------------------------------------- | -------------- | -------- |
| православні                                   | 885            | 69,1%    |
| реформати                                     | 281            | 21,9%    |
| греко-католики                                | 90             | 7,0%     |
| адвентисти                                    | 19             | 1,5%     |
| римо-католики                                 | 2              | 0,2%     |
| баптисти                                      | 1              | 0,1%     |
| лютерани (Синодально-пресвітеріанська церква) | 1              | 0,1%     |